# Dostyk (stacja kolejowa)
Dostyk (kaz. Достық, ros. Достык) – stacja kolejowa i terminal przeładunkowy w miejscowości Dostyk, w rejonie Ałaköl, w obwodzie żetysuskim, w Kazachstanie. Położona jest na linii Aktogaj - Urumczi, na trasie Nowego Jedwabnego Szlaku.
Jest to jedna z dwóch i największa kazachska stacja graniczna na granicy z Chinami. Stacją graniczną po stronie chińskiej jest Alashankou. Ze względu na różnice rozstawu szyn pomiędzy obydwoma państwami, w Dostyku istnieje terminal przeładunkowy.

## Historia
W 1954 Związek Socjalistycznych Republik Radzieckich oraz Chińska Republika Ludowa podpisały umowę o budowie transgranicznej linii kolejowej pomiędzy Kazachską SRR a Sinciangiem. Linia osiągnęła granicę od strony sowieckiej w 1959. W 1960 doszło do rozłamu radziecko-chińskiego, w konsekwencji którego rząd Chińskiej Republiki Ludowej wstrzymał prace nad swoim odcinkiem linii. Tym samym stacja Drużba na kilka dziesięcioleci pozostała stacją krańcową linii.
Chiny ukończyły swój odcinek toru dopiero w 1990 i wówczas otwarto przejście graniczne, które po uzyskaniu niepodległości przez Kazachstan w 1991, do 2009 pozostawało jedynym kazachsko-chińskim kolejowym przejściem granicznym.
W 2007 zmieniono nazwę stacji z Drużba (ros. Дружба) na Dostyk. Oba te słowa oznaczają w językach rosyjskim (Drużba) i kazachskim (Dostyk) przyjaźń.

## Nowy Jedwabny Szlak
W marcu 2011 przez przejście przejechał pierwszy pociąg kontenerowy łączący Chiny z Europą. Wkrótce stacja stała się ważnym punktem na mapie transportu towarów z Chin do Europy, Rosji i Azji Środkowej. W Dostyku przeładowywane są kontenery z wagonów normalnotorowych, używanych w Chinach na wagony szerokotorowe, dostosowane do rozstawu w państwach byłego ZSRS. Szybki wzrost liczby przewożonych kontenerów i niedostosowana do niego infrastruktura stacji, spowodowały, że Dostyk zyskał miano wąskiego gardła Nowego Jedwabnego Szlaku. Problem szczególnie narósł podczas pandemii COVID-19 i wzrostu kosztów transportu morskiego, przez co jeszcze więcej towarów wysyłano do Europy koleją. W styczniu 2021 opóźnienia na granicy kazachsko-chińskiej dochodziły do 4 tygodni.
W celu zapobieżenia tym problemom postanowiono wybudować nowy terminal przeładunkowy. Został on otwarty w czerwcu 2021 i miał wówczas przepustowość 100 tys. TEU rocznie. Nadal trwa jego rozbudowa. Docelowo moce przeładunkowe terminalu w Dostyku mają wynosić 700 tys. TEU rocznie.